# Espiritango
Espiritango es el segundo disco del grupo de rock argentino Los Visitantes. Fue producido en el año 1994 por Andrés Calamaro. Se coronó como el Mejor disco del Año, en la encuesta que el Sí de Clarín realizado entre los músicos más importantes. El álbum fue presentado en el Teatro Astros en agosto de 1995.

## Lista de canciones
Todas las canciones escritas y compuestas por Los Visitantes. 
| N.º | Título               | Duración |  |
| 1.  | «La musa»            | 4:37     |  |
| 2.  | «Gris atardecer»     | 4:07     |  |
| 3.  | «Patada sucia»       | 4:24     |  |
| 4.  | «Mecánica ciudad»    | 3:46     |  |
| 5.  | «El deseo de Evita»  | 1:34     |  |
| 6.  | «Guerra tras guerra» | 3:07     |  |
| 7.  | «Villa Domínico»     | 3:50     |  |
| 8.  | «Somos el cielo»     | 2:23     |  |
| 9.  | «Guarda»             | 3:27     |  |
| 10. | «Toda la nena»       | 2:52     |  |
| 11. | «Risa roja»          | 1:46     |  |
| 12. | «Sopa yanqui»        | 1:28     |  |
| 13. | «La ondulación»      | 1:52     |  |
| 14. | «El ente»            | 3:12     |  |
| 15. | «Basta de llanto»    | 4:31     |  |
| 16. | «Mamita dulce»       | 2:22     |  |
| 17. | «La pantera»         | 5:05     |  |
| 18. | «Pájaro vuela»       | 3:49     |  |
| 19. | «Auto Unión»         | 4:17     |  |
| 20. | «Tu secreto»         | 2:47     |  |

## Banda
- Jorge Albornoz: batería
- Federico Gahzarossian: bajo y coros
- Palo Pandolfo: guitarra y voz
- Karina Cohen: coros  y  percusión
- Daniel Gorostegui: teclados
- Horacio Duboscq: saxo  y  clarinete